# 拉努塞灣
64°14′S 62°30′W / 64.233°S 62.500°W
拉努塞灣（英語：Lanusse Bay）是南極洲的海灣，位於帕默群島的布拉班特島西部，處於德里安庫爾角和米諾特角之間，在1979年由阿根廷探險隊命名，現時由南極條約體系管理。